# 菊隠宗意
菊隠 宗意（きくいん そうい、? - 1620年）は、17世紀琉球王国の僧侶。「球陽国師」号を授けられた事から、菊隠国師と通称される。

## 概要
首里円覚寺で得度し、後に本土に渡って京都五山で笑嶺宗訢に教えを受け、前堂首座になったという。その後、古渓宗陳に師事した。菊隠の号は古渓より授かったものである。他にも、琉球出身で大徳寺派、古渓門下の僧は、恩叔宗沢や雲伯紹玄らがいる。琉球では京阿波根の逸話に見られるように交易で京都へよく来訪し、大徳寺へ帰依する者が多かった。
十余年の後に琉球に帰還する。琉球と島津氏との外交に携わり、島津義久、義弘、家久らと親交があった。1593年には紋船（外交使節船）で天王寺住持として薩摩を訪問している。円覚寺の18代住持となったが、老境に至って辞し、千手院を建て隠居していた。
1609年の薩摩の琉球侵攻では、今帰仁への薩摩勢の到着の報を受けた王府より、講和の使者となることを懇願される。老いの身を理由に一度は断るが、名護良豊、喜安らと講和交渉にあたった。船上で交渉するも、薩摩勢はそのまま進軍して那覇に入り、最終的な講和では王弟で摂政位にあった具志頭王子朝盛を補佐した。降伏後は尚寧王の鹿児島、江戸への上国に、具志頭王子や恩叔、喜安らと共に随行している。
帰国後は、具志頭王子が江戸への道中で病死していたことから、摂政同格の加判役に任ぜられる。また、王子の位も与えられた。琉球での王子号は、国王の子弟だけではなく、王族に連なる有力者にも与えられる政治的称号だが、王族以外では琉球史上で菊隠、馬国隆・国頭王子正則（国頭御殿六世）、馬克仁・国頭王子正秀（国頭御殿15世）らがいる。
西来院で入寂した。